# Colombier de Kerdalo
Le colombier de Kerdalo est un bâtiment à Trédarzec, une commune du département des Côtes-d'Armor dans la région Bretagne en France. Le colombier est inscrit au titre des monuments historiques le 22 juin 2007.
Ce colombier du XVIIe siècle a conservé intact son appareillage. L'échelle tournante qui donne accès aux boulins est fixée à un axe central pivotant dans un socle percé d'un trou au niveau du sol. Elle est munie de poutres dépossés en étoile en hauteur, afin de recevoir l'axe et de servir de reposoirs aux pigeons.    

## Références

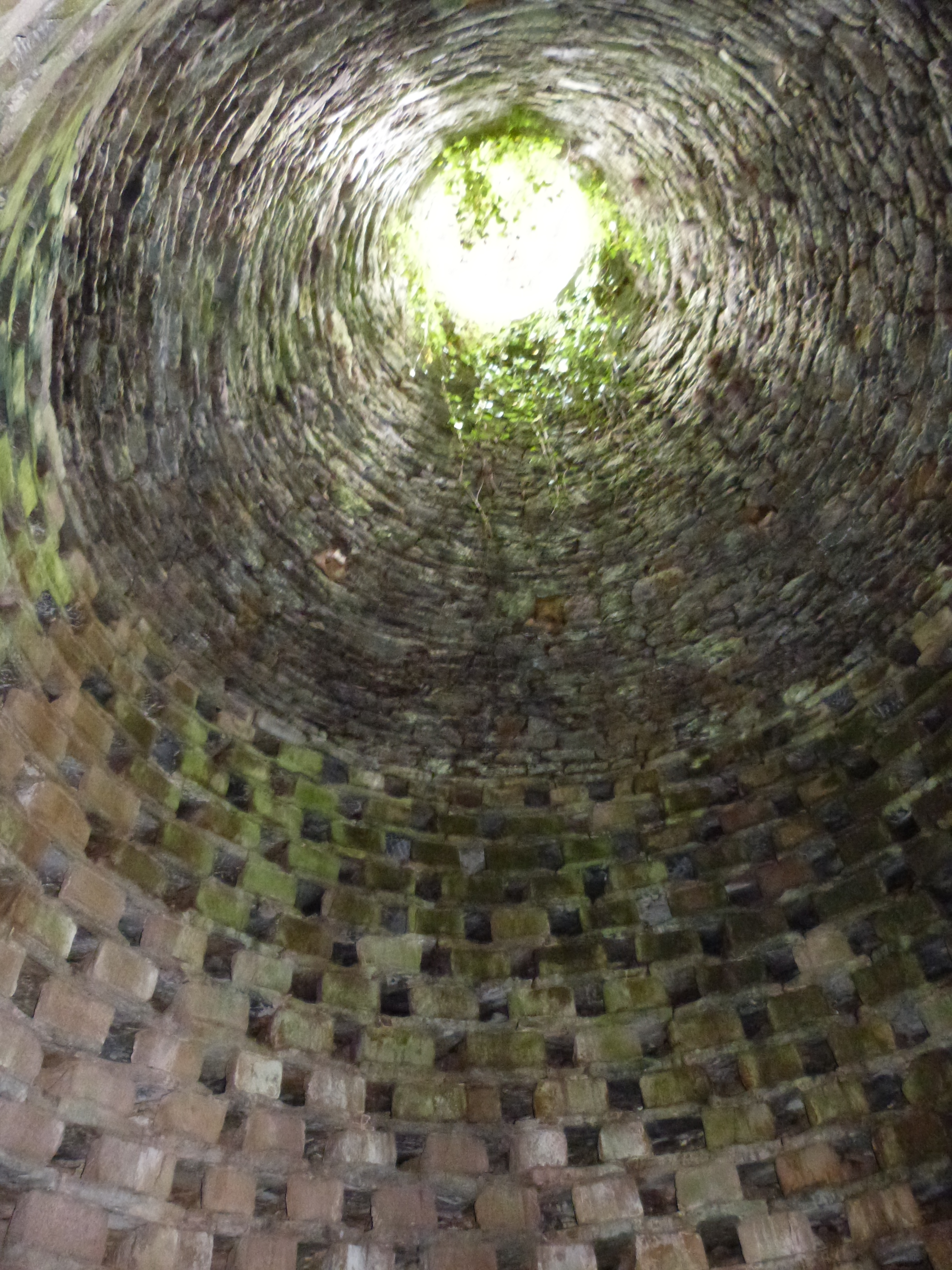
L'intérieur du colombier avec les nids